# Бранислав Иванович
Бранислав Иванович (на сръбски: Бранислав Ивановић, роден на 22 февруари 1984 г.) е бивш сръбски футболист. Той е универсален защитник, който може да играе както централен, така и десен защитник.
Той започва кариерата си в Сърбия, играе за ФК Срем и ОФК Белград, където печели първата си повиквателна за Сърбия, преди да се премести в Русия, за да играе в Локомотив Москва. След две години в Москва преминава в Челси. Играе за Сърбия, в първия си международен турнир като независима държава, на Световното първенство през 2010 в Южна Африка.
Иванович бива избран за десен бек на сезон 2009/10 във Висшата лига, като Челси спечели титлата и финала за ФА Къп.

## Клубна кариера

### Ранна кариера
Иванович започва своята кариера в родния си град Срем, преди да бъде закупен от ОФК Белград през зимата на сезон 2003/04.

### Локомотив Москва
След три години игра в сръбската Суперлига, той подписва с Локомотив Москва през януари 2006 година. С треньор Славолюб Муслин, 22-годишният Иванович бързо става титуляр и записва 28 мача в първенството, отбеляза два гола и получава само 5 картона през цялото първенство. Бива сменен само два пъти по време на целия сезон и има голям принос за доброто представяне на Локомотив. Иванович се превръща и в титуляр за Сръбския национален отбор по време на кариерата си в Русия.

### Челси
На 15 януари 2008 г., Челси потвърждава, че клубът се е договорил с Локомотив Москва за трансфера на Иванович, остават само личните условия на играча и медицинските прегледи. Други фаворити за неговия подпис са Милан, Аякс, Ювентус и Интер. Локомотив Москва обявяват, че трансферната сума за Иванович е €13 милиона (? 9,7 милиона). Според клуба, трансферът е най-големият в историята на руския футбол. Иванович подписва договор за три и половина години с Челси на следващия ден. Той получава №2.

#### 2008/09
Преди началото на сезон 2008/09, Иванович бива свързван с трансфер далеч от „Стамфорд Бридж“, най-вече в Серия А с клубовете Милан и Ювентус. Въпреки това, новият мениджър Луиш Фелипе Сколари обявява, че Иванович е включен в плановете му за предстоящия сезон.
На 24 септември, осем месеца след трансфера си в Челси, Иванович дебютира за първия отбор срещу Портсмут в мач за Карлинг къп. Скоро прави своя дебют и във Висшата лига, като започва срещу Астън Вила и изиграва пълни 90 минути на „Стамфорд Бридж“. В следващите пет мача сяда на скамейката, само веднъж влиза като резерва, на мястото на Жозе Босингва. Иванович получава шанс на позицията централен защитник вместо Алекс, като започва четири поредни мача, от които един в Шампионска лига срещу Бордо. След не доброто си представяне срещу Арсенал на 30 ноември, сърбинът отново е оставен на пейката. В първата част от сезона той записва само 9 мача.
След уволнението на Луиш Фелипе Сколари и идването на новия мениджър Гуус Хидинк, Иванович отново не е основна част от отбора. На 4 април записва първия си старт под ръководството на холандеца. Отбелязва първите си голове за клуба срещу Ливърпул на Анфийлд в мач за Шампионска лига завършил 3:1. Тези два гола му печелят място в титулярния състав, но по-късно отново бива извън него.

#### 2009/10
С началото на новия сезон, под ръководството на новия мениджър Карло Анчелоти, Иванович започва като титуляр в мача за Къмюнити Шийлд срещу Манчестър Юнайтед. В средата на август записва първото си участие за сезона в Премиър лийг в мач срещу Съндърланд спечелен с 3:1, след голове на Франк Лампард, Михаел Балак и Деко. През септември започва като титуляр срещу Порто в Шампионска лига. На 31 октомври отбелязва първия си гол в първенството при победата с 4:0 срещу Болтън.
След контузията на Жозе Босингва, Иванович се превръща в автоматичен избор за треньора. След доброто си представяне през кампанията, Иванович бива избран за десния бек на сезон 2009/10 във Висшата лига.

#### 2010/11
Иванович започва сезона на десния бек, но бива преместен центъра след контузиите на Алекс и Джон Тери. На 30 октомври отбелязва първия си гол за сезона срещу Блекбърн. След това вкарва два гола срещу Спартак Москва при победата с 4:1 на 4 ноември. Неговият втори гол в първенството, и четвърти във всички турнири, идва при загубата с 1:3 от Арсенал.
На 15 януари 2011 г. отново отбелязва гол срещу Блекбърн. На 10 февруари подписва нов договор с клуба, който ще го задържи в отбора поне до лятото на 2016 г. В края на сезона бива номиниран за „Играч на годината“, но призът отива при Петър Чех.

#### 2011/12
Иванович отбелязва гол при победата с 5 – 0 над Генк в Шампионска лига. Асистира за гола на Франк Лампард при победата с 1 – 0 над Блекбърн. Бранислав отново бележи в Шампионска лига, този път срещу Наполи, като това се оказва и победният гол, с който Челси се класира за 1/4 финал. Помага на отбора в 1/4 финалните срещи срещу Бенфика и първата срещу Барселона, но получава жълт картон във втора среща с каталунците и пропуска финала в Мюнхен. Отбелязва 2 гола срещу Астън Вила и един срещу Уигън.
Отново е сред номинираните за „Играч на година“, но и този път губи за сметка на Хуан Мата.

#### 2012/13
Иванович играе във всички мачове от предсезонната подготовка на Челси, като извежда тима с капитанската лента срещу Сиатъл Саундърс. На 12 август започва като титуляр за Къмюнити шийлд срещу Манчестър Сити и бива изгонен за груб фаул срещу сънародника си Александър Коларов. На 19 август отбелязва гол срещу Уигън. Tри дни по-късно отново бележи, този път срещу Рединг след асистенция на Еден Азар. Сърбинът продължава с головата си форма и на 6 октомври отбелязва гол във вратата на Норич. Получава червен картон срещу Манчестър Юнайтед след фаул срещу Ашли Йънг. На 23 декември отбелязва 5-ия си гол за сезон при разгромната победа над Астън Вила с 8 – 0.

## Национална кариера
Иванович получава първата си повиквателна на 8 юни 2005 г. за приятелската среща срещу Италия. Той влиза като смяна в 77-а минута. На 12 септември 2007 г. отбелязва първия си гол с националната фланелка срещу Португалия в Лисабон в квалификациите за Eвропейското първенство през 2008 г.
Въпреки че не играе често за своя клубен отбор, Иванович продължава да бъде титуляр за Сърбия в квалификациите за Световното през 2010 г.

## Статистика
Статистиката е валидна към 1 април 2013 г.

### Клубна
| Представяне       | Представяне       | Представяне       | Първенство | Първенство | Купа           | Купа           | Купа на лигата | Купа на лигата | Континентални | Континентални | Общо    | Общо   |
| Сезон             | Отбор             | Първенство        | Участия    | Голове     | Участия        | Голове         | Участия        | Голове         | Участия       | Голове        | Участия | Голове |
| Сърбия            | Сърбия            | Сърбия            | Първенство | Първенство | Купа на Сърбия | Купа на Сърбия | Купа на лигата | Купа на лигата | Европа        | Европа        | Общо    | Общо   |
| ----------------- | ----------------- | ----------------- | ---------- | ---------- | -------------- | -------------- | -------------- | -------------- | ------------- | ------------- | ------- | ------ |
| 2003 – 04         | ОФК Белград       | Суперлига         | 13         | 0          | –              | –              |                |                | –             | –             | 13      | 0      |
| 2004 – 05         | ОФК Белград       | Суперлига         | 27         | 2          | –              | –              | –              | –              | 27            | 2             |         |        |
| 2005 – 06         | ОФК Белград       | Суперлига         | 15         | 3          | –              | –              | 2              | 1              | 17            | 4             |         |        |
| Русия             | Русия             | Русия             | Първенство | Първенство | Купа на Русия  | Купа на Русия  | Купа на лигата | Купа на лигата | Европа        | Европа        | Общо    | Общо   |
| 2006              | Локомотив Москва  | Премиер Лига      | 28         | 2          | 2              | 0              |                |                | 2             | 1             | 32      | 3      |
| 2007              | Локомотив Москва  | Премиер Лига      | 26         | 3          | 7              | 0              | 6              | 1              | 39            | 4             |         |        |
| Англия            | Англия            | Англия            | Първенство | Първенство | ФА къп         | ФА къп         | Карлинг къп    | Карлинг къп    | Европа        | Европа        | Общо    | Общо   |
| 2007 – 08         | Челси             | Висша лига        | 0          | 0          | 0              | 0              | 0              | 0              | 0             | 0             | 0       | 0      |
| 2008 – 09         | Челси             | Висша лига        | 16         | 0          | 4              | 0              | 2              | 0              | 4             | 2             | 26      | 2      |
| 2009 – 10         | Челси             | Висша лига        | 28         | 1          | 3              | 0              | 3              | 0              | 6             | 0             | 40      | 1      |
| 2010 – 11         | Челси             | Висша лига        | 34         | 4          | 3              | 0              | 0              | 0              | 10            | 2             | 47      | 6      |
| 2011 – 12         | Челси             | Висша лига        | 29         | 3          | 5              | 0              | 1              | 0              | 10            | 2             | 45      | 5      |
| 2012 – 13         | Челси             | Висша лига        | 27         | 4          | 5              | 1              | 3              | 1              | 8             | 0             | 43      | 6      |
|                   |                   |                   | Първенство | Първенство | Купа           | Купа           | Купа на лигата | Купа на лигата | Континентални | Континентални | Общо    | Общо   |
| Общо              | Сърбия            | Сърбия            | 55         | 5          | 0              | 0              |                |                | 2             | 1             | 57      | 6      |
| Общо              | Русия             | Русия             | 54         | 5          | 9              | 0              |                |                | 8             | 2             | 71      | 7      |
| Общо              | Англия            | Англия            | 134        | 12         | 20             | 1              | 9              | 1              | 38            | 6             | 201     | 20     |
| Общо за кариерата | Общо за кариерата | Общо за кариерата | 243        | 22         | 29             | 1              | 9              | 1              | 48            | 9             | 329     | 33     |

### Голове за национални отбор
| #  | Дата                 | Съперник   | Гол | Резултат |
| -- | -------------------- | ---------- | --- | -------- |
| 1. | 12 септември 2007 г. | Португалия | 1–1 | 1–1      |
| 2. | 10 септември 2008 г. | Франция    | 2–1 | 2–1      |
| 3. | 11 октомври 2008 г.  | Литва      | 1–0 | 3–0      |
| 4. | 28 март 2009 г.      | Румъния    | 1–3 | 2–3      |
| 5. | 7 октомври 2011 г.   | Италия     | 1–1 | 1–1      |
| 6. | 28 февруари 2012 г.  | Армения    | 0–2 | 0–2      |
| 7. | 11 септември 2012 г. | Уелс       | 5–1 | 6–1      |

## Отличия

### Локомотив Москва
- Купа на Русия (1): 2007

### Челси
- Висша лига (1): 2009 – 10
- ФА къп (3): 2009, 2010, 2012
- Къмюнити шийлд (1): 2009
- Шампионска лига (1): 2011 – 12
- Лига Европа (1): (2012 – 2013)

### Индивидуално
- Играч в отбор на годината (1): 2009 – 10
- Футболист на годината в Сърбия: 2012